# HMS Cygnet (H83)
«Сігнет» (H83) (англ. HMS Cygnet (H83) — військовий корабель, ескадрений міноносець типу «C» Королівських військово-морських флотів Великої Британії та Канади за часів Другої світової війни.

## Історія створення
Есмінець «Сігнет» закладений 1 грудня 1930 року на верфі Vickers-Armstrongs у Барроу-ін-Фернес. 29 вересня 1931 року він був спущений на воду, а 15 квітня 1932 року увійшов до складу Королівських ВМС Великої Британії.

## Історія служби
Під час Абіссінської кризи корабель патрулював в акваторії Червоного моря для моніторингу ситуації в регіоні. У 1936 році разом з «Кресент» проданий за £400 000 Королівському військово-морському флоту Канади та перейменований на «Сен-Лорен» (H83). З початком Другої світової війни залучався до охорони канадського узбережжя та супроводження транспортних конвоїв через Атлантику. 